# 密县城隍庙
密县城隍庙位于中华人民共和国河南省新密市老城西街，密县县衙西南侧，法海寺东侧。现存明清时期的建筑93间，总面积4140平方米。2008年6月，河南省人民政府公布其为第五批河南省文物保护单位。

## 历史
密县城隍庙始建于明洪武四年（1371年），清乾隆五十七年（公元1792年）续修。大门前原有琉璃照壁、铁狮和石坊，其中琉璃照壁由红、黄、紫、绿几种色彩的陶瓷砖砌成，龙凤图案配彩色花朵，曾为“密县八景”之一，在文化大革命期间以“破四旧”名义被毁。

## 建筑
密县城隍庙坐北面南，由南向北按中轴线对称分布，现存建筑有戏楼、东西廊房、大殿、东西配殿、寝殿及东西道院等。戏楼面阔五间，进深二间，为高台楼阁灰瓦歇山顶建筑。戏楼实为戏楼、钟楼、鼓楼三楼合一，戏楼居中，钟楼居左，鼓楼居右，均座于3米多高的台基之上，台基下为5个砖券门洞，可行人。城隍庙大殿为明代建筑，面阔五间，进深8米，单檐悬山顶，殿前有卷棚，与大殿均为绿色琉璃瓦覆顶。前后檐下各置斗拱10朵，四周檐板彩绘山水人物。寝宫由拜厦和寝殿组成，中有地沟相隔。寝殿面阔三间，进深二间，悬山顶，殿前的拜厦面阔三间，卷棚顶，均覆绿色琉璃瓦。另外有配殿4座、东西廊房各15间，均为灰瓦硬山顶。庙内有石碑20余块，都嵌于墙上。